# Бои за Брдицу

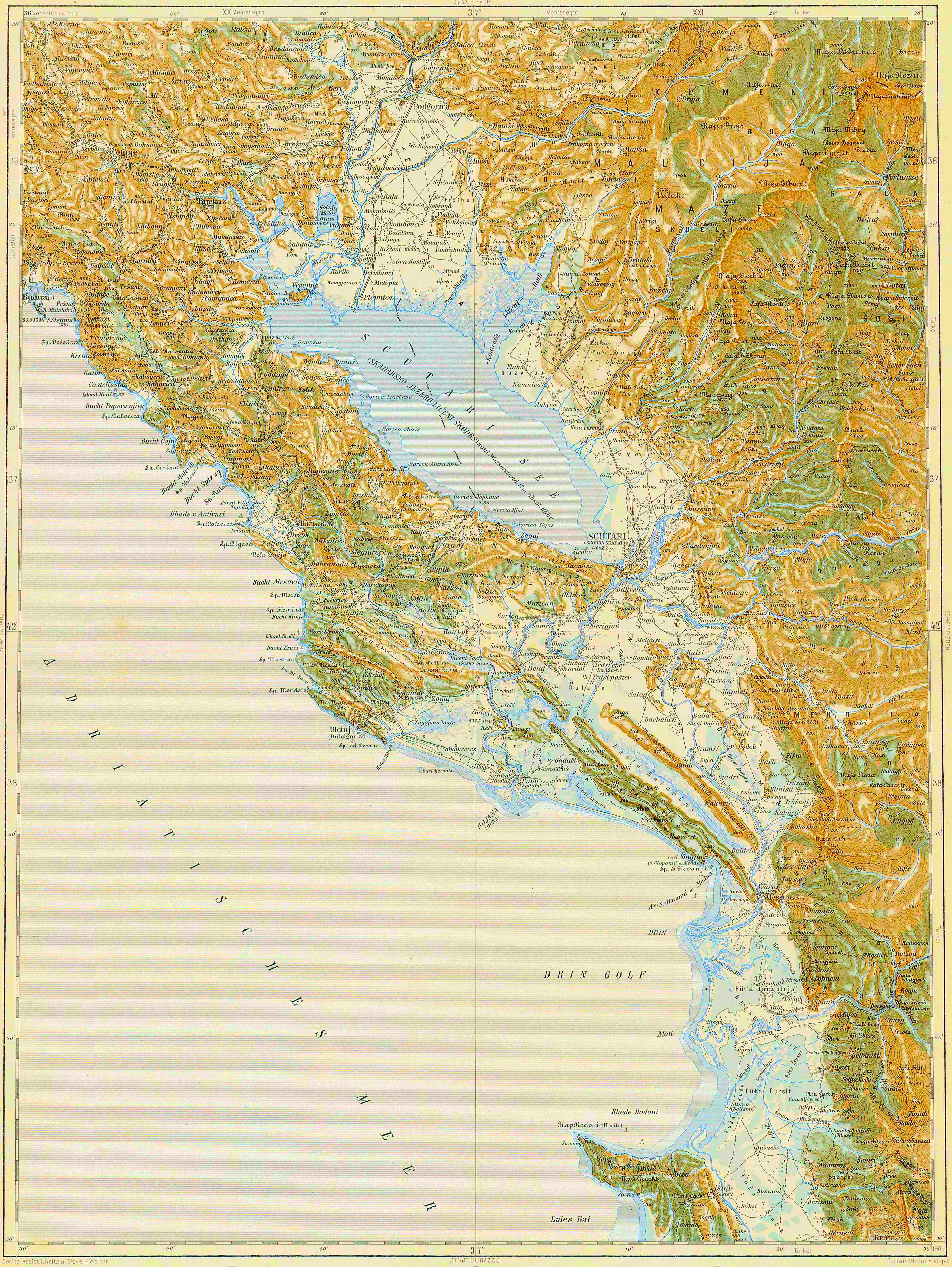
Брдица и Барданёлт
на австрийской военной карте

Бои за Брдицу — бои 8 — 9 февраля (26/27 января по старому стилю) 1913 года, во время Первой Балканской войны, между войсками Сербии и Османской империи в окрестностях Шкодера.
После взятия 25 января Бушацкого-Виса перед сербскими войсками стояла задача провести наступление на Брдицу, чтобы облегчить главный удар, который наносил черногорский Зетский отряд на Барданёлт.
Брдица (алб. Bērdica) — возвышенность в Албании (169 м) в заболоченной низменности в 4 км южнее Шкодера, служившая укрепленной позицией во внешней укрепленной полосе Шкодерской крепости. Она расположена примерно в 4 км к югу от Шкодера между реками Дрин и Бояна. Поле боя находилось в районе между Бояной, Дрином, Мелгушами и Брдичким-Висом. Брдички-Вис входил в состав главной обороны Шкодера.
Турецкая оборона состояла из 4 батальонов, при 14 горных и 2 полевых орудиях. У турок были хорошо укрепленные позиции, все поле боя было обнесено тремя рядами колючей проволоки, а некоторые более важные пункты — 5-6 рядами. Подход был очень затруднен из-за непроходимой болотистой местности. В боях также участвовали все турецкие резервы из Велико Барданёлта и 8 орудий из Мали Барданёлта.
8 февраля (26 января по старому стилю) 1913 года началось общее совместное сербско-черногорское наступление на Шкодер. Сербские войска атаковали позиции Брдицы, а черногорские — Барданёлта.
Сербы атаковали Брдицу силами двух пехотных полков и трех отдельных батальонов при поддержке 16 орудий. Солдаты пошли на штурм Брдицы по неразведанной болотистой местности, при слабой поддержке своей артиллерии, были вынуждены рубить колючую проволоку заграждений лопатами и штыками. Колонны не взаимодействовали между собой. Тяжелые бои шли целых два дня, сербы несли огромные потери, но позиция не была взята. Поэтому дальнейшие атаки были прекращены до прибытия подкреплений.
Сербская армия в этом бою потерпела поражение, но помогла черногорскому Зетскому отряду захватить Велики Барданёлт, поскольку к Брдице были стянуты турецкие резервы. Следствием военной неудачи стало направление к Шкодеру всего Приморского корпуса сербской армии.
Потери сербской армии составили 491 убитыми и пропавшими без вести, 620 ранеными, 481 взятыми в плен, что составило почти пятую часть от общего числа потерь в Первой Балканской войне.